# Лопатинка бородавчаста
Лопатинка бородавчаста (Scapania verrucosa) — вид печіночників порядку юнгерманіальних (Jungermanniales).

## Поширення
Батьківщиною є Європа, Азія.